# Lecco Calcio 1978-1979
Questa pagina raccoglie le informazioni riguardanti il Lecco Calcio S.p.a. nelle competizioni ufficiali della stagione 1978-1979.

## Stagione
Nella stagione 1977-1978 il Lecco ha disputato il girone A del campionato di Serie C1 e con 31 punti si è piazzato in decima posizione di classifica. Il campionato è stato vinto con 50 punti dal Como che è stato promosso in Serie B con il Parma, giunto secondo battendo la Triestina 3-1 allo spareggio.
A Lecco viene confermato l'allenatore Sergio Carpanesi che si affida a molti giovani e in attacco anche per questa stagione si punta su Giuseppe Galluzzo che ripaga la fiducia con 12 reti. Il nuovo torneo di Serie C1 prevede quattro retrocessioni, e quindi l'attenzione principale dei blucelesti è stata quella di mantenere la categoria. La salvezza arriva propizia nelle ultime sei giornate del torneo, grazie a 4 pareggi e due vittorie, otto punti preziosi che permettono al Lecco di precedere squadre del calibro di Padova, Spezia, Modena e Trento, costrette a scendere in Serie C2.
Nella Coppa Italia di Serie C il Lecco disputa prima del campionato il nono girone di qualificazione, che promuove ai sedicesimi di finale il Como.

## Rosa
| N. |                   | Ruolo | Calciatore        |
| -- | ----------------- | ----- | ----------------- |
|    | Italia (bandiera) | D     | Roberto Arrigoni  |
|    | Italia (bandiera) | C     | Paolo Bocchinu    |
|    | Italia (bandiera) | D     | Gilberto Bonini   |
|    | Italia (bandiera) | A     | Achille Cattaneo  |
|    | Italia (bandiera) | D     | Daniele Cerletti  |
|    | Italia (bandiera) | A     | Franco Ciapponi   |
|    | Italia (bandiera) | A     | Fabio Corti       |
|    | Italia (bandiera) | D     | Maurizio Gabbana  |
|    | Italia (bandiera) | A     | Giuseppe Galluzzo |
|    | Italia (bandiera) | C     | Angelo Giglio     |
|    | Italia (bandiera) | D     | Paolo Gustinetti  |

| N. |                   | Ruolo | Calciatore           |
| -- | ----------------- | ----- | -------------------- |
|    | Italia (bandiera) | A     | Crescenzo Izzo       |
|    | Italia (bandiera) | C     | Gilberto Martignoni  |
|    | Italia (bandiera) | C     | Rossano Medea        |
|    | Italia (bandiera) | P     | Francesco Navazzotti |
|    | Italia (bandiera) | C     | Marco Ortelli        |
|    | Italia (bandiera) | C     | Giuseppe Pala        |
|    | Italia (bandiera) | A     | Gianpiero Pozzoli    |
|    | Italia (bandiera) | D     | Franco Rigamonti     |
|    | Italia (bandiera) | D     | Roberto Santi        |
|    | Italia (bandiera) | P     | Gianfranco Troilo    |

## Risultati

### Campionato

#### Girone di andata
| Arbitro: | Facchin (Udine) |

|            |           |  |
| Giglio 33’ | Marcatori |  |

| Arbitro: | Castaldi (Vasto) |

|           |           |  |
| Frara 50’ | Marcatori |  |

| Lecco 15 ottobre 1978 3ª giornata | Lecco          | 0 – 0 | Forlì | Stadio Mario Rigamonti\| Arbitro: \| Agate (Torino) \| |
| Arbitro:                          | Agate (Torino) |       |       |                                                        |

| Arbitro: | De Marchi (Novara) |

|             |           |  |
| Bardelli 4’ | Marcatori |  |

| Lecco 29 ottobre 1978 5ª giornata | Lecco          | 0 – 0 | Treviso | Stadio Mario Rigamonti\| Arbitro: \| Sarti (Modena) \| |
| Arbitro:                          | Sarti (Modena) |       |         |                                                        |

| Arbitro: | Faccenda (Salerno) |

|                                        |           |              |
| Fiaschi 28’ Cavagnetto 31’ Pozzato 78’ | Marcatori | 36’ Ciapponi |

| Arbitro: | Rufo (Roma) |

|            |           |                           |
| Giglio 66’ | Marcatori | 39’ Salvatori 80’ Maruzzo |

| Arbitro: | Tubrtini (Bologna) |

|            |           |  |
| Basili 61’ | Marcatori |  |

| Arbitro: | Pirandola (Lecce) |

|                         |           |             |
| Giglio 53’ Galluzzo 88’ | Marcatori | 56’ Fontana |

| Arbitro: | Adamu (Cagliari) |

|             |           |              |
| Barozzi 86’ | Marcatori | 40’ Galluzzo |

| Arbitro: | Casella (Voghera) |

|                                  |           |                              |
| Galluzzo 46’ Bocchinu 71’ (rig.) | Marcatori | 26’ Bellinazzi 44’ Fontanesi |

| La Spezia 17 dicembre 1978 12ª giornata | Spezia              | 0 – 0 | Lecco | Stadio Alberto Picco\| Arbitro: \| Cerofolini (Arezzo) \| |
| Arbitro:                                | Cerofolini (Arezzo) |       |       |                                                           |

| Arbitro: | Savalli (Trapani) |

|  |           |           |
|  | Marcatori | 1’ Romano |

| Arbitro: | Rinaldi (Caserta) |

|               |           |  |
| Gasparrini 2’ | Marcatori |  |

| Arbitro: | Sarti (Modena) |

|            |           |                    |
| Pillon 87’ | Marcatori | 83’ (aut.) Sanguin |

| Lecco 21 gennaio 1979 16ª giornata | Lecco              | 0 – 0 | Juniorcasale | Stadio Mario Rigamonti\| Arbitro: \| Bianciardi (Siena) \| |
| Arbitro:                           | Bianciardi (Siena) |       |              |                                                            |

| Arbitro: | Esposito (Torre del Greco) |

|                                   |           |              |
| Capozucca 39’ Cerletti 56’ (aut.) | Marcatori | 32’ Galluzzo |

#### Girone di ritorno
| Arbitro: | Corigliano (Crotone) |

|                           |           |  |
| Ancelotti 29’ Toscani 88’ | Marcatori |  |

| Arbitro: | Simini (Torino) |

|                               |           |               |
| Bocchinu 19’ (rig.) Corti 50’ | Marcatori | 1’ Vernacchia |

| Arbitro: | Adamu (Cagliari) |

|            |           |              |
| Fabbri 55’ | Marcatori | 75’ Bocchinu |

| Arbitro: | Cherri (Macerata) |

|                            |           |  |
| Galluzzo 21’, 39’ Pota 30’ | Marcatori |  |

| Arbitro: | Armienti (Bologna) |

|             |           |             |
| De Clan 46’ | Marcatori | 51’ Pozzoli |

| Lecco 11 marzo 1979 23ª giornata | Lecco            | 0 – 0 | Como | Stadio Mario Rigamonti\| Arbitro: \| Altobelli (Roma) \| |
| Arbitro:                         | Altobelli (Roma) |       |      |                                                          |

| Arbitro: | Agate (Torino) |

|                             |           |                      |
| Gritti 39’ Alessandrini 51’ | Marcatori | 40’ Giglio 84’ Corti |

| Arbitro: | Giaffreda (Roma) |

|              |           |                    |
| Galluzzo 55’ | Marcatori | 23’ (rig.) Genzano |

| Trieste 8 aprile 1979 26ª giornata | Triestina      | 0 – 0 | Lecco | Stadio Giuseppe Grezar\| Arbitro: \| Leni (Perugia) \| |
| Arbitro:                           | Leni (Perugia) |       |       |                                                        |

| Arbitro: | Vallesi (Pisa) |

|                        |           |               |
| Galluzzo 44’, 67’, 80’ | Marcatori | 25’ Bongiorni |

| Arbitro: | Adamu (Cagliari) |

|              |           |  |
| Nicolini 42’ | Marcatori |  |

| Arbitro: | Esposito (Torre del Greco) |

|                   |           |               |
| Galluzzo 36’, 49’ | Marcatori | 69’ Mugianesi |

| Reggio Emilia 13 maggio 1979 30ª giornata | Reggiana             | 0 – 0 | Lecco | Stadio Mirabello\| Arbitro: \| Corigliano (Crotone) \| |
| Arbitro:                                  | Corigliano (Crotone) |       |       |                                                        |

| Arbitro: | Pezzella (Frattamaggiore) |

|                    |           |               |
| Medea 49’ Izzo 79’ | Marcatori | 91’ Dal Dosso |

| Arbitro: | Faccenda (Salerno) |

|           |           |             |
| Medea 21’ | Marcatori | 75’ Fontani |

| Arbitro: | Falsetti (Roma) |

|             |           |                      |
| Pardini 23’ | Marcatori | 52’ (aut.) Francisca |

| Lecco 9 giugno 1979 34ª giornata | Lecco         | 0 – 0 | Biellese | Stadio Mario Rigamonti\| Arbitro: \| Testa (Prato) \| |
| Arbitro:                         | Testa (Prato) |       |          |                                                       |

### Coppa Italia Semipro

#### Nono Girone
| Arbitro: | Pairetto (Torino) |

|                            |           |  |
| Cavagnetto 56’ Fiaschi 87’ | Marcatori |  |

| 30 agosto 1978 2ª giornata |  | – Turno di riposo Lecco |  |  |

| Lecco 3 settembre 1978 3ª giornata | Lecco              | 0 – 0 | Seregno | Stadio Mario Rigamonti\| Arbitro: \| Armienti (Bologna) \| |
| Arbitro:                           | Armienti (Bologna) |       |         |                                                            |

| Arbitro: | Vitali (Bologna) |

|                     |           |  |
| Melgrati 40’ (aut.) | Marcatori |  |

| 17 settembre 1978 5ª giornata |  | – Turno di riposo Lecco |  |  |

| Arbitro: | Leni (Perugia) |

|                           |           |  |
| Grassi 43’ Maglifiore 71’ | Marcatori |  |